# Claude Couinaud
Claude Couinaud (Neuilly-sur-Seine, 16 de febrer de 1922 — 4 de maig de 2008) va ser un cirurgià i anatomista francès que va fer importants contribucions en el camp de la cirurgia hepato-biliar.
Couinaud és conegut pels seus detallats estudis anatòmics del fetge i per ser el primer a descriure l'anatomia segmentària. Aquests fets anatòmics han permès el desenvolupament d'hepatectomies. El seu llibre Le foie: Études anatomiques et chirurgicales s'erigeix com l'obra fonamental de la cirurgia hepatobiliar i l'anatomia del segle xx.
Bibliografia
- Le foie: Études anatomiques et chirurgicales, Issy-les-Moulineaux, Editorial Masson, 1957, 530 pàgines
- Anatomie de l'abdomen, petit bassin excepté,  Rueil-Malmaison, Editiorial G. Doin, 1963, 702 pàgines